# Zvonimir Rogoz
Zvonimir Rogoz (10. října 1887, Záhřeb, Jugoslávie – 6. února 1988, Záhřeb) byl chorvatský herec a režisér působící mnoho let v Československu.
Studoval na dramatické škole V. E. Frühmanna ve Vídni a v sezóně 1907/1908 působil v Národním divadle v Záhřebu. Následně působil až do roku 1919 v různých jugoslávských divadlech. V letech 1919–1929 byl členem Národního divadla v Lublani .
V letech 1927 a 1929 pohostinsky vystoupil v pražském Národním divadle na pozvání K. H. Hilara. Od roku 1929 byl v Národním divadle v angažmá a to až do května 1945. Působil zde jako herec (v téměř 120 rolích) i jako režisér. V sezóně 1945/1946 nastoupil v divadle v Českých Budějovicích jako herec a režisér a v sezóně 1947/1948 v divadle v Kladně. Sezónu 1949/1950 strávil v divadle v Hradci Králové.
V roce 1951 se vrátil do Jugoslávie a pracoval jako herec a režisér v Národním divadle v Záhřebu. V roce 1956 přešel do divadla Branka Gavelly. Současně pedagogicky působil na Akademii pro divadelní a filmové umění v Záhřebu.
Kromě divadla vystupoval od roku 1930 také v řadě filmů.
Byl otcem herečky Libuše Rogozové, která v pražském Národním divadle vystupovala v letech 1942–1944, v některých hrách i se svým otcem. Na konci 70. let. 20. století se jako vdovec znovu oženil (bylo mu tehdy již 92 let), jeho o 63 let mladší manželka mu v roce 1980 porodila syna. V říjnu 1987 (u příležitosti 100. narozenin), vydal své knižní vzpomínky (Mých prvních 100 let), kde se na zadní stranu obálky nechal vyfotit se svou manželkou a tehdy 7letým synem.

## Citát
| „               | S Hamletem jsem se tehdy dokonce dostal za hranice. Jeden z mála po paní Hübnerové, která hostovala s Dulskou ve Varšavě. V obou případech to byla výměna – za Hübnerovou k nám přijela hostovat paní Przybylsko-Potocká, za mne Zvonimir Rogoz. Byl jsem totiž pozván do Lublaně. | “ |
| — Eduard Kohout | |   |

## Ocenění
- 1935 Filmová cena (za roli M. R. Štefánika)
- 1966 Cena Vladimira Nazora za celoživotní dílo
- 1968 titul Národní umělec Chorvatské republiky Jugoslávie

## Divadelní role, výběr
- 1927 William Shakespeare: Hamlet, titul. role (j. h.), Stavovské divadlo, režie K. H. Hilar
- 1929 F. M. Dostojevskij: Idiot, kníže Myškin (j. h.), Stavovské divadlo, režie Karel Dostal
- 1932 Vladislav Vančura: Alchymista, Rudolf II., Stavovské divadlo, režie Jindřich Honzl
- 1933 F. F. Šamberk: Jedenácté přikázání, Jiří Voborský, Národní divadlo, režie Milan Svoboda
- 1934 Ivo Vojnovič: Smrt matky Jugovičů, Daman Jugovin, Národní divadlo, režie Jaroslav Kvapil
- 1935 William Shakespeare: Veta za vetu, Petr, Národní divadlo, režie Karel Dostal
- 1937 Karel Čapek: Bílá nemoc, ministr zdravotnictví, Stavovské divadlo, režie Karel Dostal
- 1938 Jaroslav Hilbert: Falkenštejn, Ojíř z Lomnice, Stavovské divadlo, režie Jiří Frejka
- 1939 William Shakespeare: Mackbeth, Lord, Národní divadlo, režie Jan Bor
- 1944 Stanislav Lom: Člověk Odysseus, Eurymachos, Národní divadlo, režie Jiří Frejka

## Divadelní režie, výběr
- 1930 Milan Ogrizovič: Hasanaginica, Národní divadlo (Rogoz současně v roli Imontského sudího)
- 1934 A. Dumas ml.: Dáma s kaméliemi, Stavovské divadlo (Rogoz současně v roli Jiřího Duvala nebo Hraběte de Giray)
- 1935 Branislav Nušič: Truchlící pozůstalí, Stavovské divadlo (Rogoz hru přeložil pod pseudonymem Jaroslav Maliha REF ND web a vystoupil současně v roli Dr. Petroviče)
- 1937 Miroslav Krleža: Páni Glembajové, Stavovské divadlo (Rogoz současně v roli JUDr. Puba Fabriczy-Glembaje)
- 1941 Hermann Sudermann: Domov, Národní divadlo (v roli Magdy vystupovala Lída Baarová)

## Filmografie, výběr
- 1930 Černý plamen, role:?, režie Miroslav J. Krňanský
- 1931 Obrácení Ferdyše Pištory, kníže Petr Ivanovič Dolgorov, režie Josef Kodíček
- 1932 Extase, Evin manžel, režie Gustav Machatý
- 1932 Lelíček ve službách Sherlocka Holmese, královský důstojník, režie Karel Lamač
- 1933 Vražda v Ostrovní ulici, Friedmann, režie Svatopluk Innemann
- 1934 Hej Rup!, ředitel, režie Martin Frič
- 1935 Milan Rastislav Štefánik, titulní role, režie Jan Sviták
- 1938 Cech panen kutnohorských, písař, režie Otakar Vávra
- 1939 Cesta do hlubin študákovy duše, Pošustův otec, režie Martin Frič
- 1940 Madla zpívá Evropě, nakladatel, režie Václav Binovec
- 1943 Čtrnáctý u stolu, Linhart, režie Oldřich Nový
- 1947 Muzikant, ředitel cirkusu, režie František Čáp
- 1948 Krakatit, předseda shromáždění, režie Otakar Vávra
- 1949 Revoluční rok 1848, kníže Clemens Wenzel Metternich, režie Václav Krška
- 1954 Koncert (film SFRJ)
- 1978 Okupace ve 26 obrazech, režie Lordan Zafranović (film SFRJ)
- 1988 Glembajevi (film SFRJ)